# 大沼美咲
大沼 美咲（おおぬま みさき、1990年10月2日 - ）は、山形県出身の元バスケットボール選手である。ポジションはスモールフォワード。175cm。ニックネームは「カイ」。妹の大沼美琴もバスケットボール選手。

## 来歴
山形商業高校で全国大会に出場。3年のインターハイでは2回戦で阿部幸音擁する聖カタリナの前に敗退。ウィンターカップでは3位決定戦で聖カタリナと当たるも接戦を制して3位。阿部らとともにベスト5に選ばれる。一方で、女子U-18日本代表に選出され、U-18アジア選手権初優勝に貢献する。
卒業後の2009年、阿部とともにデンソーアイリスに加入。同年のU-19世界選手権にも出場した。2013年引退。引退後はチームスタッフに転身し、2015年アシスタントコーチに就任。2016年退任。

## 経歴
- 山形商業高 - デンソー（2009年〜2013年）